# 秋元耕成
秋元 耕成（あきもと こうせい、1980年8月18日 - ）は、地方競馬の浦和競馬場横山保厩舎所属の騎手である。上山競馬でのニックネームは「ドーベルマン秋元」。

## 来歴
1999年3月31日付けで地方競馬騎手免許を取得し、益田競馬場岡崎淳耀厩舎から騎手デビュー。同年4月3日第1回益田競馬1日目第2競走アラ系D級一般戦カミサママンションで初騎乗（7頭立て5番人気4着）。同年4月17日第1回益田競馬5日目第7競走サラ系一般戦をギョクトーサンで優勝（7頭立て1番人気）し、初勝利。
2000年8月15日第7回益田競馬5日目第10競走第52回日本海特別をノアで優勝（8頭立て2番人気）し、重賞初制覇。同年地方競馬通算100勝達成。
2002年8月16日第7回益田競馬6日目の開催を最後に益田競馬場が廃止され、上山競馬場に移籍。
2003年4月20日第1回福島競馬6日目第10競走滝桜賞（500万下）でザオープリンスに騎乗（14頭立て13番人気13着）し、中央競馬初騎乗。同年11月11日をもって上山競馬場が廃止されたため浦和競馬場に移籍。
2004年10月9日第4回東京競馬1日目第9競走プラタナス賞（500万下）でモエレライジングに騎乗予定であったが台風のため11日に順延となり、北村宏司騎手に変更された。同年地方競馬通算300勝達成。
地方通算成績は5047戦390勝・2着371回・3着451回・勝率7.7%・連対率15.1%（2011年12月31日現在）
中央競馬1戦0勝

## 主な騎乗馬
- ノア（2000年日本海特別）
- ユタカガール（2000年益田優駿）
- ホーエイボス（2001年人麿特別）
- ニホンカイマリノ（2002年日本海特別）
- アウストロ（2024年ゴールドカップ、2025年梅見月杯）